# Gran Premio de Alemania de Motociclismo de 1959
El Gran Premio de Alemania de Motociclismo de 1959 fue la tercera prueba de la temporada 1959 del Campeonato Mundial de Motociclismo. El Gran Premio se disputó el 14 de junio de 1959 en el Circuito de Hockenheim.

## Resultados 500cc
MV Agusta, en lugar de John Hartle, coloca el italiano Remo Venturi en MV Agusta 500 4C, junto a John Surtees. Surtees ganó la carrera con 14.5 segundos de ventaja sobre Venturi. El tercer hombre, Bob Brown, ya había completado una vuelta con su Norton Manx. Como Alistair King no participó, Brown subió al tercer lugar en la Copa del Mundo.
| Pos.    | Piloto            | Moto      | Tiempo/Retirado | Puntos |
| ------- | ----------------- | --------- | --------------- | ------ |
| 1       | John Surtees      | MV Agusta | 1h 02' 56" 9    | 8      |
| 2       | Remo Venturi      | MV Agusta | +14" 5          | 6      |
| 3       | Bob Brown         | Norton    | +1 Vuelta       | 4      |
| 4       | Ken Kavanagh      | Norton    | +1 Vuelta       | 3      |
| 5       | John Hempleman    | Norton    | +2 Vueltas      | 2      |
| 6       | Alois Huber       | BMW       | +2 Vueltas      | 1      |
| 7       | Geoff Tanner      | Norton    |                 |        |
| 8       | Ernst Hiller      | BMW       |                 |        |
| 9       | Geoff Duke        | Norton    |                 |        |
| 10      | Hans-Günter Jäger | BMW       |                 |        |
| 11      | Evert Carlsson    | BMW       |                 |        |
| 12      | Ron Miles         | Norton    |                 |        |
| 13      | Rudolf Gläser     | Norton    |                 |        |
| 14      | Yvon Callede      | Norton    |                 |        |
| Ret     | Paddy Driver      | Norton    | Ret             |        |
| Ret     | Lothar John       | BMW       | Ret             |        |
| Ret     | Jim Redman        | Norton    | Ret             |        |
| Ret     | Tom Phillis       | Norton    | Ret             |        |
| Ret     | Ernesto Brambilla | MV Agusta | Ret             |        |
| Ret     | Dickie Dale       | BMW       | Ret             |        |
| Ret     | Jean-Pierre Bayle | Norton    | Ret             |        |
| Ret     | Gary Hocking      | Norton    | Ret             |        |
| Ret     | Walter Scheimann  | Norton    |                 |        |
| Fuente: |                   |           |                 |        |

## Resultados 350cc
También en la carrera de 350cc John Hartle no comenzó. Su MV Agusta 350 4C fue conducida por Ernesto Brambilla, que tuvo una lucha con Gary Hocking por el segundo puesto. John Surtees ganó su tercera carrera consecutiva en esta categoría.
| Pos. | Piloto            | Equipo    | Tiempo/Retirado | Puntos |
| ---- | ----------------- | --------- | --------------- | ------ |
| 1    | John Surtees      | MV Agusta | 52' 11" 2       | 8      |
| 2    | Gary Hocking      | Norton    | +43"            | 6      |
| 3    | Ernesto Brambilla | MV Agusta | +51" 8          | 4      |
| 4    | Geoff Duke        | Norton    | +56" 7          | 3      |
| 5    | John Hempleman    | Norton    | +1' 22" 4       | 2      |
| 6    | Jim Redman        | Norton    | +1' 26" 6       | 1      |
| 7    | František Šťastný | Jawa      | +2' 57" 9       |        |
| 8    | Hans Pesl         | Norton    | +1 Vuelta       |        |
| 9    | Heinz Kauert      | AJS       | +1 Vuelta       |        |
| 10   | Karl Hoppe        | AJS       | +1 vuelta       |        |
| 11   | Jacques Insermini | Norton    | +1 Vuelta       |        |
| Ret  | Paddy Driver      | Norton    | Ret             |        |
| Ret  | Martinus Van Son  | n.d.      | Ret             |        |
| Ret  | Ken Kavanagh      | Norton    | Ret             |        |
| Ret  | Alistair King     | Norton    | Ret             |        |

## Resultados 250cc
En el cuarto de litro, el líder del Mundial Tarquinio Provini se retiró y Carlo Ubbiali ganó, pero con los mismos segundos que Emilio Mendogni con Moto Morini y Horst Fügner con su MZ. Geoff Duke compitió con una Benelli 250 Bialbero y terminó sexto.
| Pos. | Piloto            | Moto        | Tiempo/Retirado | Puntos |
| ---- | ----------------- | ----------- | --------------- | ------ |
| 1    | Carlo Ubbiali     | MV Agusta   | 52' 30" 2       | 8      |
| 2    | Emilio Mendogni   | Moto Morini | +0" 3           | 6      |
| 3    | Horst Fügner      | MZ          | +0" 8           | 4      |
| 4    | Libero Liberati   | Moto Morini | +44" 2          | 3      |
| 5    | Mike Hailwood     | FB Mondial  | +1' 46" 6       | 2      |
| 6    | Geoff Duke        | Benelli     | +1 Vuelta       | 1      |
| 7    | Horst Kassner     | NSU         | +1 Vuelta       |        |
| 8    | Silvio Grassetti  | Benelli     | +1 Vuelta       |        |
| 9    | Michael Schneider | NSU         | +1 Vuelta       |        |
| 10   | Xaver Heiß        | NSU         | +1 Vuelta       |        |
| Ret  | Tarquinio Provini | MV Agusta   | Ret             |        |
| Ret  | Luigi Taveri      | MZ          | Ret             |        |
| Ret  | Ernst Degner      | MZ          | Ret             |        |
| Ret  | Walter Brehme     | MZ          | Ret             |        |

## Resultados 125cc
El octavo de litro fue especialmente emocionante entre los pilotos MV Agusta Carlo Ubbiali y Tarquinio Provini, que cruzaron la línea de meta en el mismo segundo. Sin embargo, las Ducati de Mike Hailwood, Francesco Villa y Bruno Spaggiari no llegaron muy lejos.
| Pos. | Piloto            | Moto      | Tiempo/Retirado | Puntos |
| ---- | ----------------- | --------- | --------------- | ------ |
| 1    | Carlo Ubbiali     | MV Agusta | 44' 10" 9       | 8      |
| 2    | Tarquinio Provini | MV Agusta | +0" 1           | 6      |
| 3    | Mike Hailwood     | Ducati    | +3" 6           | 4      |
| 4    | Francesco Villa   | Ducati    | +8" 1           | 3      |
| 5    | Bruno Spaggiari   | Ducati    | +9"             | 2      |
| 6    | Ernst Degner      | MZ        | +1' 40" 1       | 1      |
| 7    | Horst Fügner      | MZ        |                 |        |
| 8    | Willy Scheidhauer | Ducati    |                 |        |
| Ret  | Luigi Taveri      | MZ        | Ret             |        |